# Трекюль, Огюст Адольф Люсьен
Огю́ст Адо́льф Люсье́н Трекю́ль (фр. Auguste Adolphe Lucien Trécul, 1818—1896) — французский ботаник.

## Биография
Огюст Адольф Люсьен Трекюль родился 8 января 1818 года в коммуне Мондубло департамента Луар и Шер во Франции. Работал в Национальном музее естественной истории в Париже и в Министерстве сельского хозяйства Франции. С 1848 по 1850 год Трекюль путешествовал по США и собирал различные образцы растений.
Трекюль известен как специалист по анатомии, физиологии и органогенезу растений.
В 1867 году он был удостоен ордена Почётного легиона.

## Род и некоторые виды растений, названные в честь О. Трекюля
- Treculia Decne. ex Trécul, 1847 (Moraceae)
- Artocarpus treculianus Elmer, 1909 (Moraceae)
- Gymnanthes treculiana Müll.Arg., 1865 [syn.  Stillingia treculiana (Müll.Arg.) I.M.Johnst., 1923] (Euphorbiaceae)
- Yucca treculeana Carrière, 1864 (Asparagaceae)